# St Mary's Island
St. Mary's Island est une petite île de grès proche de la station balnéaire de Whitley Bay, dans le comté de Tyne and Wear, en Angleterre. Il s'agit d'une « réserve naturelle locale (LNR) » depuis 1992,.

## Histoire
L'île a été, à l'origine appelée, Bates Island, Hartley Bates ou Bates Hill car elle appartenait à la famille Bates. L'île est en face de Curry's Point sur le continent et est reliée à la côte à marée basse par une chaussée rocheuse. La caractéristique principale de l'île est la présence d'un phare qui a été construit en 1898.
À l'époque médiévale il y avait une chapelle sur l'île dédiée à Sainte-Hélène. À l'intérieur de la chapelle se trouvait Lady Light (la Lumière de la Dame), également connue sous le nom de Lumière de Sainte-Catherine. La lumière fut plus tard, à tort, attribuée à Sainte-Marie et, par conséquent, l'île devint connue sous le nom de St Mary's Island (île de Sainte-Marie). Il est toujours discutable de savoir si la lumière a été utilisée comme une aide à la navigation ou était purement religieux. À côté de la chapelle se trouvait un cimetière où les moines et les gens locaux ont été enterrés. Des traces de cette chapelle ont été détruites lorsque le phare a été construit en 1898.
Au cours du XIXe siècle, il y avait une auberge sur l'île, connue sous le nom de « Square and Compass » (Équerre et Compas), géré par George Ewen. En 1895, après avoir entendu des plaintes de clients, le propriétaire, Lord Hastings, avait expulsé M.Ewen et sa famille de l'île.
Le phare a continué à fonctionner jusqu'en 1984, date à laquelle il a été mis hors service. Le phare est maintenant ouvert aux visiteurs qui peuvent monter les escaliers à la salle de la lanterne.
L'île est habitée avec une propriété privée contre le phare.